# Mycocepurus castrator

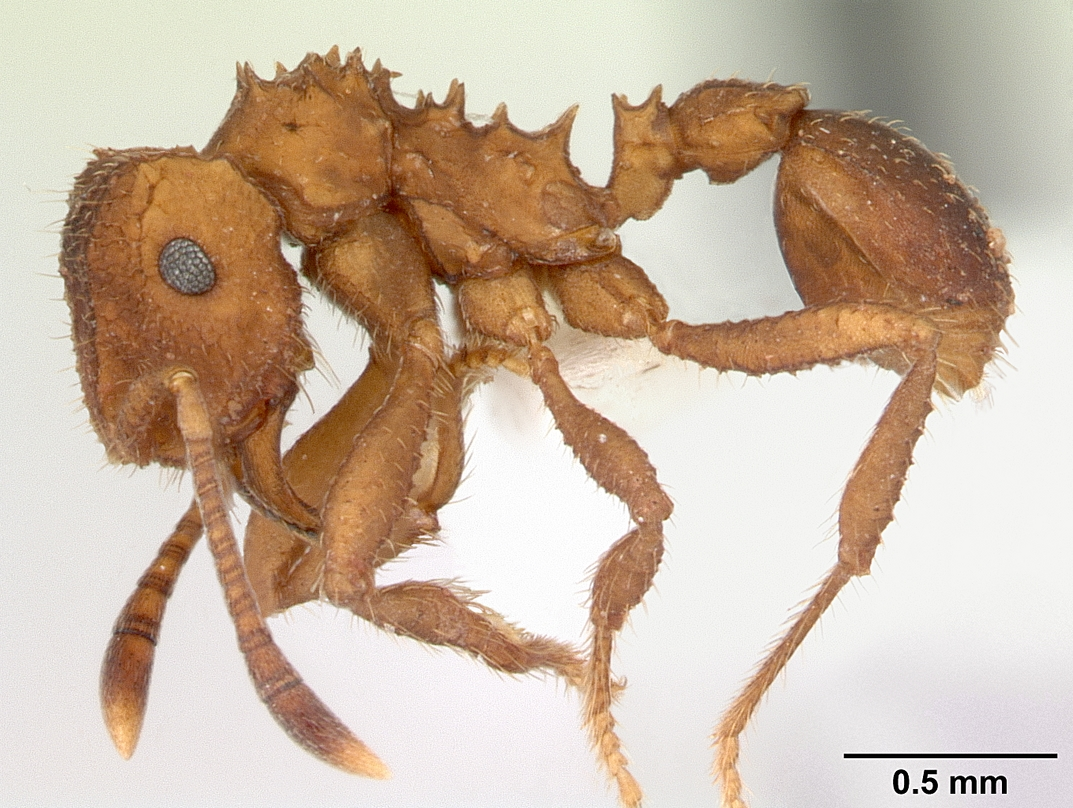
Рабочий муравей вида-хозяина Mycocepurus goeldii, на котором паразитируют Mycocepurus castrator.

Mycocepurus castrator (лат.) — вид муравьёв рода Mycocepurus из трибы грибководов Attini, у которого нет рабочих. Социальный паразит других муравьёв и первый инквилин у низших грибководов.

## Распространение
Южная Америка: Бразилия, штат Сан-Пауло, Rio Claro.

## Описание
Мелкие муравьи (длина тела менее 2 мм, длина головы 0,63). Рабочие отсутствуют. Усики самцов и самок 11-члениковые. Самки красновато-коричневые, самцы — тёмно-коричневые. Нижнечелюстные щупики 3-члениковые, нижнегубные щупики состоят из 2 сегментов. Мандибулы редуцированные, саблевидные, без зубцов на жевательном крае. Тело гладкое и блестящее с гексагональной микроскульптурой поверхности, напоминающей пчелиные соты. Скапус усика экстремально длинный (его длина 0,8 мм) и он загнутый назад превышает голову на половину своей длины. Усиковые бороздки и лобные валики на верхней поверхности головы отсутствуют. Оцеллии развиты, слегка возвышаются над теменной частью головы. Первый тергит брюшка с вогнутой поверхностью. Заднегрудка с проподеальными шипиками. Стебелёк между грудкой и брюшком состоит из двух члеников: петиолюса и постпетиолюса (последний четко отделен от брюшка). Петиолюс с коротким стебельком в передней части и заострённым сверху узелком. Постпетиоль в три раза шире своей длины. Жало развито, куколки голые (без кокона).
Социальные паразиты в гнёздах муравьёв-грибководов Mycocepurus goeldii. M. castrator это полигинный вид и в одной колонии муравьёв-хозяев может быть до двух сотен самок и самцов муравья-паразита. Соотношение полов для вида сильно сдвинуто по отношению к самкам с отношением примерно от 11 до 1. Этот вид является терпимым к хозяину, а бескрылые самки инквилина встречаются в тех же гнездовых камерах, что и матки вида-хозяина M. goeldii. Тем не менее, инквилин препятствует размножению хозяина, предотвращая производство их половых каст (самок и самцов). Гнёзда хозяина, в которых обитают муравьи-паразиты, включают около тысячи рабочих и одну матку M. goeldii, состоят из 5—8 камер и находятся на глубине от 5 до 190 см. Рабочие M. goeldii кормят самок M. castrator с помощью трофаллаксиса. Эти два вида также занимаются ухаживанием друг за другом, при этом самки M. castrator часто заползают на спину рабочих и самок M. goeldii. Рабочие вида-хозяина иногда нападают и убивают самок инкивлина. Брачный процесс у инквилина происходит интранидально. Самки и самцы не выходят из муравейника и не участвуют в брачном полёте, как большинство муравьев. Во время спаривания самки и самцы совокупляются, по-видимому, случайным образом, причем совокупление длится от 18 до 27 секунд в среднем. Молодые крылатые самки начинают терять свои крылья через три часа после спаривания, после чего они собираются вместе и занимаются социальным уходом, грумингом. Самцы живут недолго и начинают умирать через двенадцать часов после спаривания.

## Этимология и социальный паразитизм
Во время исследования Mycocepurus castrator (вида паразита) обнаружилось, что в заражённых им колониях муравьёв-грибководов Mycocepurus goeldii (вида хозяина) отсутствует производство своих половых особей (самок и самцов), хотя рядом гнездящиеся колонии М. goeldii выращивали самок и самцов. Вместо этого выращиваются самки и самцы только паразитов. Таким образом, авторы предполагают, что инквилинизм паразитических муравьёв ингибирует и полностью прекращает продукцию половых каст хозяев, оставляя их самкам только откладку яиц стерильных рабочих каст. Это, по существу, «социальная кастрация», отсюда и видовое название «castrator (кастрирующий)».

## Таксономия
Вид был впервые описан в 2010 году американским мирмекологом Кристианом Рабелингом (Christian Rabeling; Section of Integrative Biology, Техасский университет в Остине, Техас, США) и бразильским энтомологом Маурицио Баччи (Maurício Bacci; Center for the Study of Social Insects, Sao-Paulo State University, Риу-Клару, Бразилия). M. castrator в ходе эволюции произошёл непосредственно от M. goeldii, то есть от его хозяина. Такие отношения нередки среди социальных паразитов, как это признано правилом Эмери. Менее распространены такие случаи, как M. castrator, где два вида расходятся без географической изоляции, то есть симпатрически. В 2014 году Кристиан Рабелинг с соавторами (Rabeling et al., 2014) проанализировали расхождение митохондриальной и ядерной ДНК, установив, что ядерные аллели имеют больше сходства, чем митохондриальные аллели. Это заставило их исключить возможность недавнего скрещивания и сделать вывод, что произошло симпатрическое видообразование. Считается, что эти два вида эволюционно разошлись примерно 37 000 лет назад во время позднего плейстоцена.